# Аитофф, Ирен
Ирен Аитофф (фр. Irène Aïtoff; 30 июля 1904, Сен-Каст, Бретань — 5 июня 2006, Париж) — французская пианистка татарского происхождения. Дочь Генерального консула Временного правительства во Франции Давида Аитова, единокровная (по отцу) сестра французского регбиста Владимира Аитофф.
Окончила Парижскую консерваторию в 1928 году. На протяжении более чем 70 лет выступала как аккомпаниатор и репетитор с самыми разными исполнителями и музыкальными коллективами — от исполнительницы шансона Иветты Гильбер до Герберта фон Караяна, пригласившего Аитофф в качестве репетитора для постановки оперы Дебюсси «Пеллеас и Мелизанда» в 1962—1963 годах в Вене и Берлине (Аитофф славилась тем, что знала наизусть все партии этой оперы и целого ряда других сложных произведений); в 1996 году таким же образом 92-летняя Аитофф ассистировала при постановке той же оперы в Лилле Жан-Клоду Казадезюсу. Из других постановок, в работе над которыми участвовала Аитофф, можно выделить оперу «Женитьба Фигаро» в Версале, поставленную Джорджо Стрелером и Джорджем Шолти (1973). В рамках академического репертуара Аитофф аккомпанировала таким певцам и певицам как Ноэми Перуджа, Эрнст Хефлигер, Габриэль Бакье, Тереса Берганса. На протяжении всей жизни Аитофф преимущественно оставалась вне общественного внимания, однако в 1998 году довольно широкий интерес к ней был вызван посвящённым ей фильмом Доминика Делуша «Irène Aïtoff, la grande Mademoiselle».